# 보그 (담배)

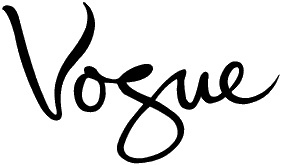

보그(영어: Vogue)는 브리티시 아메리칸 토바코 (BAT)가 생산 · 판매하는 담배 브랜드 중 하나이다.